# Avantpop (movimento artistico)
L'Avant-Pop o avantpop è un movimento artistico statunitense scaturito dal postmodernismo negli anni novanta del XX secolo.
È caratterizzato dall'uso di materiali provenienti dai mass media (cinema, musica pop, televisione, fumetti, internet, videogiochi), montati soprattutto in testi letterari nei quali si adottano tecniche narrative e testuali prese dalle avanguardie.
Il nome del movimento deriva soprattutto da un album del jazzista statunitense Lester Bowie, dal titolo Avant Pop - Brass Fantasy, del 1986, nel quale brani pop vengono riarrangiati per un ensemble di ottoni.
Rappresentativi del movimento sono, tra gli altri, gli scrittori Kathy Acker, Jonathan Lethem, Steve Erickson, Matt Ruff, Patricia Anthony, Lewis Shiner, Joe R. Lansdale, William T. Vollmann, Douglas Coupland, Mark Leyner e David Foster Wallace.
Antesignani del movimento sono alcuni brillanti e sperimentali scrittori di genere come Harlan Ellison, Philip K. Dick (soprattutto nella sua Trilogia di Valis) e Samuel R. Delany, o scrittori postmoderni quali Kurt Vonnegut e Thomas Pynchon (specialmente i suoi due romanzi Vineland, del 1990, e Mason & Dixon, del 1997).
Nel cinema sono caratterizzati da sensibilità avantpop i registi Quentin Tarantino, Robert Rodriguez, i fratelli Coen, il serbo Emir Kusturica.
In Italia il movimento Avantpop ha trovato espressione nella collana omonima dell'editore Fanucci di Roma, curata tra il 1999 e il 2004 da Luca Briasco e Mattia Carratello, che ha pubblicato diversi degli autori sopra citati, e soprattutto l'antologia avant-pop Schegge d'America. Nuove avanguardie letterarie (1998) curata dal critico statunitense Larry McCaffery.
Assai prossimi all'avantpop sono i movimenti noti come slipstream e new weird.